# Santa Maria de Sallent
Santa Maria de Sallent és l'església parroquial del municipi de Sallent (Bages), pertany al Bisbat de Vic, i va ser construïda al segle xx sobre una anterior església neogòtica de la qual només en resta el campanar.
Està catalogada a l'Inventari del Patrimoni Arquitectònic de Catalunya.

## Descripció
És una església d'una sola nau amb volta apuntada amb llunetes, reforçada amb arcs torals apuntats, i absis poligonal a ponent. A més de la sagristia, a banda i banda de l'absis, hi ha una capella fonda al costat de migdia, construïda més tard, però ja prevista en els plànols originals. Els arcs torals corresponen a l'exterior a uns contraforts que serveixen per obrir capelles entremig. Un d'aquest espais més profund serveix de baptisteri.

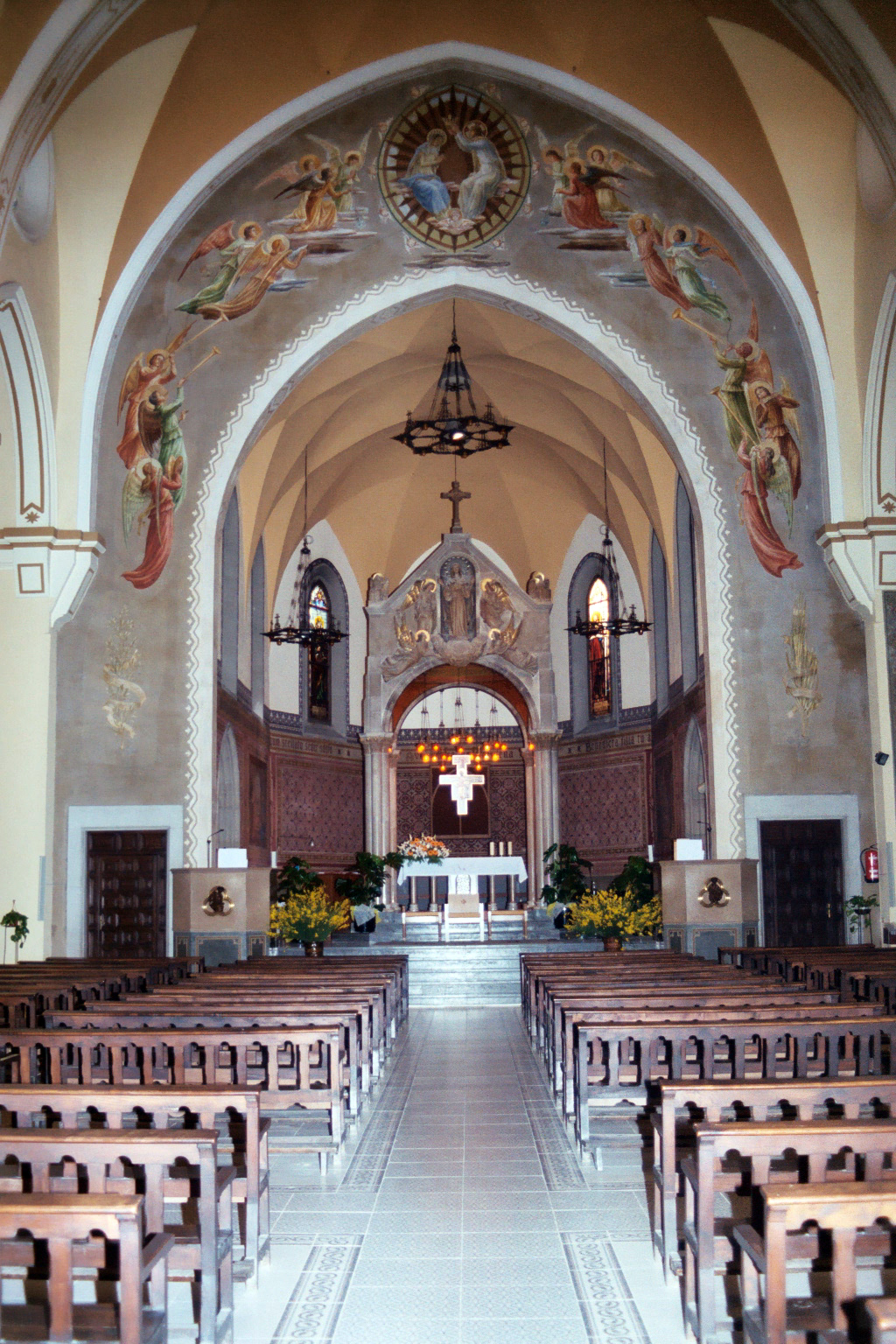
Interior i absis de l'església

El material exterior és de pedra tallada en els angles, contraforts i la base, i la resta de carreus són encoixinats sense polir. El campanar, que pertany a l'anterior església neogòtica, té una alçada de 33 metres. L'església està il·luminada amb vitralls a la nau central i a la rosassa de la façana.

## Història
Hi ha referències anteriors a 1023 d'una antiga església romànica, sufragània de la de Sant Esteve del Castell. Consta com a parròquia autònoma des del segle xii amb el nom de Santa Maria.
El 1884 s'inicià en el mateix emplaçament la construcció d'un nou temple d'estil neogòtic, obra de l'arquitecte Josep Torres i Argullol, que es va inaugurar el 26 de maig de 1901. El 1936, a l'inici de la Guerra Civil, els sallentins van enderrocar el temple fins als fonaments. Les pedres van servir per començar les obres d'un hospital que no es va arribar a acabar. De l'església només es va deixar dempeus el campanar amb el rellotge, per a usos civils.
Al maig de 1941 es van començar les obres de l'actual església parroquial, similar a l'anterior però amb una simplificació de línies i trets ornamentals. És obra de Francesc Folguera, i es va inaugurar el 17 d'agost de 1946.